# Antoni Cetnarowicz
Antoni Marian Cetnarowicz (ur. 11 lutego 1944 w Krakowie) – polski historyk, prof. dr hab. nauk historycznych.

## Życiorys
W 1969 ukończył studia na Wydziale Filozoficzno-Historycznym Uniwersytetu Jagiellońskiego. W 1973 podjął pracę na stanowisku starszego asystenta w Wyższej Szkole Pedagogicznej w Krakowie. Pracę doktorską obronił w 1981. Od 1982 pracował w Instytucie Historii Uniwersytetu Jagiellońskiego. Pełnił funkcję kierownika Zakładu Historii Powszechnej Nowoczesnej, w 2014 przeszedł na emeryturę. 
Staże naukowe odbywał na Uniwersytecie Belgradzkim i na Uniwersytecie Wiedeńskim, dzięki stypendium Fundacji Lanckorońskich prowadził badania w Wiedniu. Stopień doktora habilitowanego uzyskał w 1991 na podstawie rozprawy: Słowiański ruch narodowy i jego stosunek do spraw polskich 1848-1879. Tytuł profesorski uzyskał w 2002.
Jest członkiem Komisji Środkowoeuropejskiej Polskiej Akademii Umiejętności. Specjalizuje się w dziejach Europy Środkowej i Południowo-Wschodniej w XIX w. Jego pracę o odrodzeniu narodowym w Dalmacji przetłumaczono na chorwacki i niemiecki. Był promotorem czterech rozpraw doktorskich. W 2014 przeszedł na emeryturę.
11 maja 2015 roku został odznaczony Orderem Chorwackiej Jutrzenki.

## Książki
- 1990: Słoweński ruch narodowy i jego stosunek do spraw polskich 1848-1879
- 1993: Tajna dyplomacja Adama Jerzego Czartoryskiego na Bałkanach : Hotel Lambert a kryzys serbski 1840-1844
- 2001: Odrodzenie narodowe w Dalmacji : od "slavenstva" do nowoczesnej chorwackiej i serbskiej idei narodowej ISBN 978-83-23315-09-4
- 2010: Odrodzenie narodowe w Istrii w latach 1860-1907 ISBN 978-83-62261-26-0